# 李维钰 (贵阳)
李維鈺，字葆鍾，贵州贵阳人，清朝政治人物、進士出身。
光緒二十九年（1903年）癸卯科進士，二甲一百二十四名，授刑部主事，官至直隸知府。